# Aak (musica)

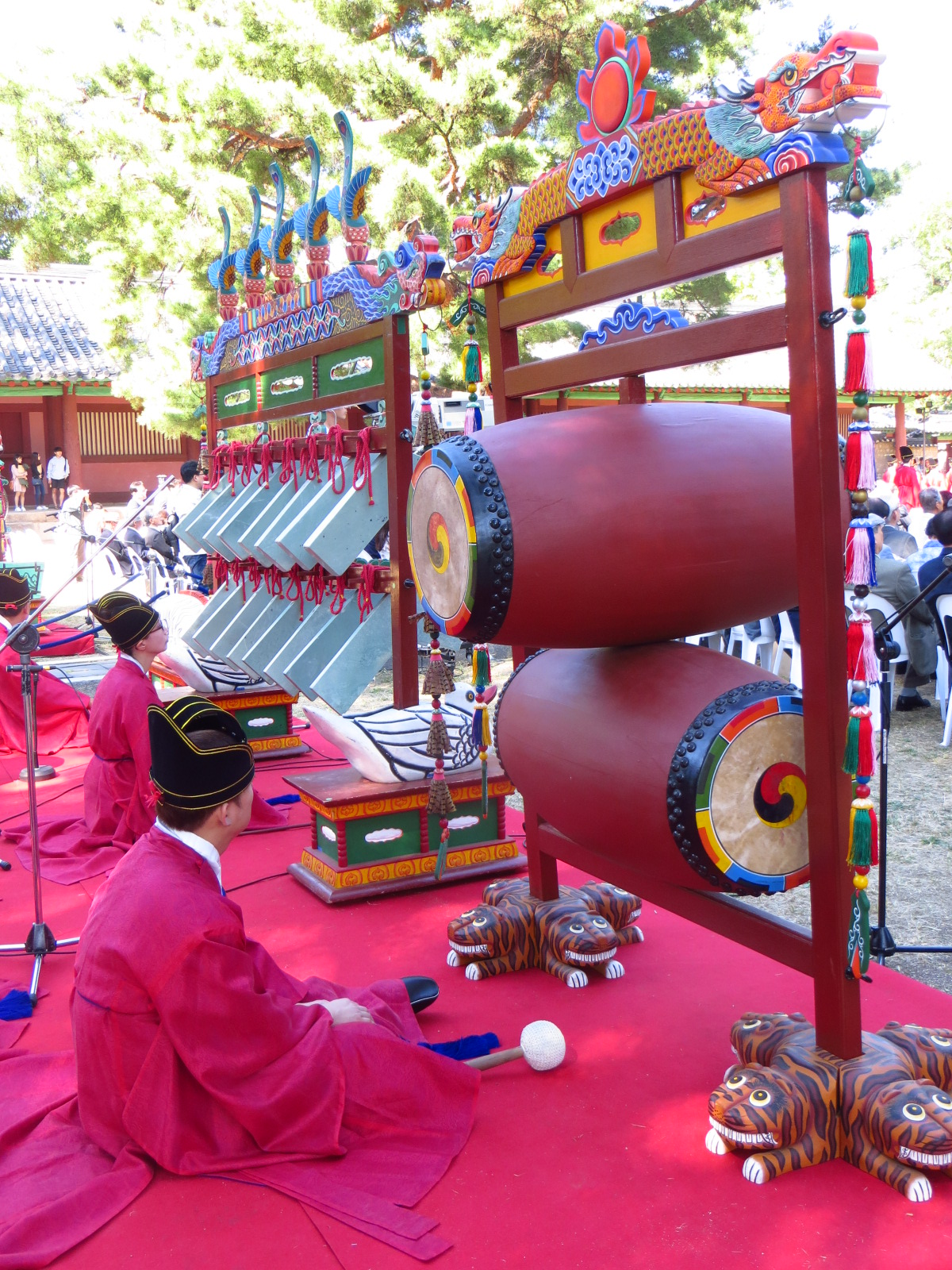
Musicisti di aak in un rituale confuciano al tempio di Munmyo

L'aak (아악?, 雅樂?, A-akLR) è un genere di musica di corte coreana, derivata dalla musica rituale cinese (yayue).
L'aak fu portata in Corea nel 1116 e fu molto popolare per diverso tempo prima di scomparire. Fu resuscitata nel 1430, basandosi sulla ricostruzione di antiche melodie. Il genere è ora altamente specializzato e usa solamente due melodie sopravvissute ed è suonata solo in rarissimi concerti, come al Sacrificio a Confucio a Seul.
L'aak è uno dei tre tipi di musica coreana di corte; gli altri due sono il tangak e lo hyangak. L'aak è simile al tangak per il fatto che entrambe sono suonate raramente ed hanno influenze cinesi.